# せりかな
せりかな（1987年3月14日 - ）は、日本の女性シンガーソングライター。福井県越前市出身。所属レコードレーベルはnom-records。

## 来歴
- 1987年3月14日、福井県越前市で生まれる。
- 越前市武生第一中学校、福井県立武生高等学校、筑波大学第二学群人間学類卒業[2][3]。
- 2009年リクルートに入社、営業職として活躍、入社2年目で事業表彰を受賞する（2011年夏退社）[4]
- 2012年02月　第21代ミス椿の女王（伊豆大島観光大使）就任[5]（2012/2-2013/2）
- 2014年春　シンガーソングライターとして活動開始、初のCD「青い風」リリース
- 2014年夏　サマソニ東京、GREEN FIELDにてニューカマーアーティストたちによるストリートライブ開催！
- 2016年10月　メディア「KeyPage」に掲載・ドラマ化される
- 2017年02月　越前あわら観光大使 就任[6]
- 2017年02月　初のベストアルバム『SERIKANA BEST「LOVE & EARTH」』全国発売[7]
- 2017年08月　サマーソニック東京2016 GREEN FIELDステージ ２年連続出演
- 2017年10月　7thCD『地球と窮地』 全国発売
- 2018年02月　福井県公式恐竜キャラクター「Juratic」テーマソング『dinosaur』[8] 全国発売
- 2019年12月　初海外ライブ　マレーシア　ジョホールバルでインターナショナル アニメ・ゲームフェスティバル （国際アニメ・ゲーム祭）に出演[9][10]
- 2020年6月 クラウドファンディングサイトで制作費用の寄付を募り、コロナ禍の影響を受けた音楽関係者を支えるアルバムを企画。20名のアーティスト参加によるコンピレーションアルバムを2枚リリース[11]
  - 1st Compilation　Link[12]　トレイラー https://www.youtube.com/watch?v=7nVAR2ZQSd4
  - 2nd Compilation　Together[13]　トレイラー　https://www.youtube.com/watch?v=I48rbIz_R-0
- 2022年7月　フランス パリ　JAPAN EXPO PARIS 2022出演[14][15][16]

## 人物
- 百人一首カルタ A級四段 全国大会優勝経験者。
- 高校の選択芸術は美術を選択していた。
- 幼稚園～小学校低学年でピアノを習っていた。
- 営業マンだったが退社。
- 花屋での勤務を経て、25歳で音楽学校へ入学。
- 演奏楽器にピアノではなくギターを選んだのは、“島の海辺で弾き語りするには、どこでも持ち歩いて弾けるギターがいいかなと思った”と話している。
- ギターの色は、海や空が好きなことから青色を選んだ。
- スピリチュアルカウンセラーの顔も持つ。

## ディスコグラフィ

### シングル
|     | 発売日         | タイトル(収録曲数）                                      | 規格   | 規格品番                                               |
| --- | -------------- | -------------------------------------------------------- | ------ | ------------------------------------------------------ |
| 1st | 2014年06月25日 | 青い風(７曲入)                                           | CD12cm | SKANA-0314                                             |
| 2nd | 2014年12月24日 | 青珊瑚 (5曲入)                                           | CD12cm | SKANA-0202                                             |
| 3rd | 2015年03月14日 | 青年 (3曲入)                                             | CD12cm | SKANA-0916 （ライブ会場/公式通販サイト限定販売）       |
| 4th | 2015年06月27日 | 理系女子のうた-恋における証明- (4曲入)                   | CD12cm | SKANA-0627                                             |
| 5th | 2015年12月19日 | Night Rainbow（3曲入）                                   | CD12cm | SKANA-1116 （ライブ会場/公式通販サイト限定販売）       |
| 6th | 2016年07月12日 | BRAVE NEW WORLD（６曲入)                                 | CD12cm | BRTW-1028                                              |
| -   | 2017年09月11日 | "道の駅ソングブック season1" （13曲入）                  | CD12cm |                                                        |
| 7th | 2017年10月17日 | 地球と窮地（６曲入)                                      | CD12cm | NOMCS-0001                                             |
| 8th | 2018年02月13日 | dinosaur（５曲入)                                        | CD12cm | NOMCS-0002                                             |
| -   | 2018年11月17日 | inside（3曲入）                                          | CD12cm | NOMCS-0003 会場限定・オフィシャル通販ショップ限定版    |
| -   | 2019年03月16日 | Family（3曲入）                                          | CD12cm | NOMCS-0004 会場限定・オフィシャル通販ショップ限定版    |
| -   | 2019年05月10日 | "道の駅ソングブック season2" （10曲入）                  | CD12cm |                                                        |
| 9th | 2019年10月27日 | 光の方へと（3曲入）                                      | CD12cm | NOMCS-0005                                             |
| ‐   | 2020年01月14日 | 1st LIVE CD @名古屋 TIGHT ROPE 2020.01.14（8曲＋MC収録） | CD12cm | 会場限定・オフィシャル通販ショップ限定版 200枚限定生産 |
| ‐   | 2020年03月01日 | 向こう（3曲入）                                          | CD12cm | NOMCS-0006 会場限定・オフィシャル通販ショップ限定版    |
| ‐   | 2020年04月10日 | "道の駅ソングブック season3" （10曲入）                  | CD12cm | 会場限定・オフィシャル通販ショップ限定版               |
| ‐   | 2021年03月14日 | 星と花の街（3曲入）                                      | CD12cm | NOMCS-0007 会場限定・オフィシャル通販ショップ限定版    |

### アルバム
|     | 発売日         | タイトル(収録曲数）                       | 規格   | 規格品番   |
| --- | -------------- | ----------------------------------------- | ------ | ---------- |
| 1st | 2017年02月14日 | SERIKANA BEST「LOVE & EARTH」(16曲入)     | CD12cm | NOMCA-0001 |
| 2nd | 2020年09月12日 | SERIKANA BEST2「DOWN TO EARTH」(15曲入)   | CD12cm | NOMCA-0005 |
| 3rd | 2022年02月19日 | serikana best3 「second to none」(14曲入) | CD12cm | NOMCA-0006 |

### コンピレーションアルバム
|     | 発売日         | タイトル(収録曲数）                 | 規格   | 規格品番   |
| --- | -------------- | ----------------------------------- | ------ | ---------- |
| 1st | 2020年06月17日 | 1st Compilation「Link」(11曲入)     | CD12cm | NOMCA-0003 |
| 2nd | 2020年06月17日 | 2nd Compilation「Together」(11曲入) | CD12cm | NOMCA-0004 |

### 参加作品
|              | 作品   | 発売日             | 参加曲         |
| ------------ | ------ | ------------------ | -------------- |
| アコギガール | “ZERO” | 2014年12月23日発売 | the Seven Seas |

### CM（楽曲タイアップ）
| 僕らの夏の日                        | NATSUZEMI2013,2014 イメージソング CMソング 東京湾納涼船2015 テーマソング                                                    |
| あわら市のうた (happy ver/cool ver) | CMソング 福井県あわら市観光                                                                                                 |
| 星空花火                            | CMソング 福井県越前市サマーフェスティバル                                                                                   |
| アイスクリームのうた                | あいぱく2015テーマソング |
| 萌芽-hoga-                          | テーマソング 三昌商事株式会社                                                                                               |
| the Seven Seas                      | テーマソング かながわCATV情熱プロジェクト「第７０回市町村対抗 かながわ駅伝」 CMソング 福井大学 タイアップ曲                 |
| brave new world                     | 番組挿入歌 『会社のチカラ～20代が戦力！彼らのリアル現場～』番組エンディング曲 CMソング 福井テレビ 新しい風2016 タイアップ曲 |
| 太陽とキミと朝ごはん                | CMソング 福井県JAグループ タイアップ曲                                                                                      |
| fortune teller                      | CMソング 福井テレビ 新しい風2017 タイアップ曲                                                                               |
| Night Rainbow                       | テーマソング 武生第一中学校 学校祭2015                                                                                      |
| 風になって                          | CMソング 東海汽船 タイアップ曲 テーマソング 第62回伊豆大島椿まつり2017 番組挿入歌 「達人道」番組エンディング曲              |
| コウノトリ                          | 公式応援ソング 福井県越前市                                                                                                 |
| 百人一首の奏                        | 公式推奨ソング 一般社団法人全日本かるた協会                                                                                 |
| スマイルリーダー                    | ファッションワールド ニシムラ CMタイアップ曲                                                                                |
| dinosaur                            | Juratic(福井県)公式テーマソング                                                                                             |

## 出演

### CM（出演、ナレーション）
- 東京諸島CM　主演（JR東日本　トレインチャンネル）（2013/7,/9, 2014/1,/5,/7, 2015/1放映）
- あわら市観光CM　主演[28][29]（北信越地区、関西地区）（2014年-）
  - あわら市観光CM 2014春coolver.
  - あわら市観光CM 2014春 HAPPYver.
- 東海汽船CM　橘丸（2014/6-）
- 東海汽船CM　大漁（2015/1-）
- 東海汽船 ラジオCM 歌唱／作詞／作曲　(FM茶笛　シンガーソングライターせりかなのなんちゃって心理学)
- イチジク浣腸 サウンドロゴ歌唱(文化放送 福井謙二 グッモニ)[30]
- 東海汽船CM　伊豆大島椿まつり（2016/1-)
- 福井県JAグループCM　ふくい朝ごはんキャンペーン(2016-)

### テレビ
- 相川美保のミュージックジェネレーション（金沢CATV、2014年11月23日）
- ニュースザウルスふくい『ザウルスライブ』生出演（NHK福井、2015年12月4日）
- 「まいどわいど生放送」（丹南CAVT、2015年12月26日）
- 「えきなかミニライブ」（FBC福井放送、2016年7月12日、2016年2月22日）
- 「おかえりなさ～い」（福井テレビ、（2016年7月13日））

### ラジオ
- 「POWER STATION HOT40」[31]（FM福井、2014年-2015年）
- 「午後はとことん よろづ屋ラジオ」]（FBCラジオ、2015年7月29日）
- 「ちゅんちゅんサタデー公式ホームページ」]（FBCラジオ、2015年12月5日）
- 「シンガーソングライターせりかなのなんちゃって心理学」（FM茶笛　2015年4月-9月）
- 「福井街角放送」（福井街角放送、2015年12月5日）
- 「情報たら福 ～いこっさ！ きこっさ！～」（NHK福井放送局、2016年11月）]

| 放送局 | 番組名                                                 | 放送時間                                      | 放送期間              |
| ------ | ------------------------------------------------------ | --------------------------------------------- | --------------------- |
| FM茶笛 | 『シンガーソングライターせりかなのなんちゃって心理学』 | 毎週日曜日 18:30 - 19:00                      | 2015年4月 - 9月末     |
| i-dio  | amanekチャンネル 夕方生放送                            | 毎週金曜日 17:00 - 19:00                      | 2016年4月 - 2017年1月 |
| i-dio  | amanekチャンネル 『せりかなの道の駅ソングブック』      | 月〜金曜日 19:00 - 19:15 土・日 15:00 - 15:25 | 2017年2月 -           |